# Anthony Reckenzaun
Anthony Reckenzaun (* 1850 in Graz; † 11. November 1893 in London) war ein österreichischer Elektroingenieur. Er ging 1872 nach Großbritannien, erweiterte dort seine Studien und arbeitete erfolgreich auf dem Gebiet der elektrischen Antriebs- und Akkutechnologie.

## Ausbildung
Die praktischen mechanischen Fertigkeiten erlernte er in dem väterlichen Betrieb, der im Bereich des Anlagenbaus für Brauereien, Gerbereien und Eisenbahngesellschaften tätig war. 1872 vertiefte Reckenzaun seine Kenntnisse im Rahmen einer praktischen Ausbildung an der Technischen Hochschule in Graz. In Großbritannien bildete er sich weiter, unterrichtete in Abendkursen lernwillige Arbeiter und absolvierte 1877 in Großbritannien die Royal School of Mines mit Auszeichnung.

## Arbeiten in Großbritannien
In Großbritannien begann Reckenzaun bei Ravenhill, Miller & Co, die Dampfmaschinen und Schiffshilfsmaschinen herstellte. Angeregt vom Besuch der Weltausstellung Paris 1878 mit ersten elektrotechnischen Exponaten der Pionierphase besuchte er die Vorlesungen von Professor William Edward Ayrton am Finsbury Technical College.

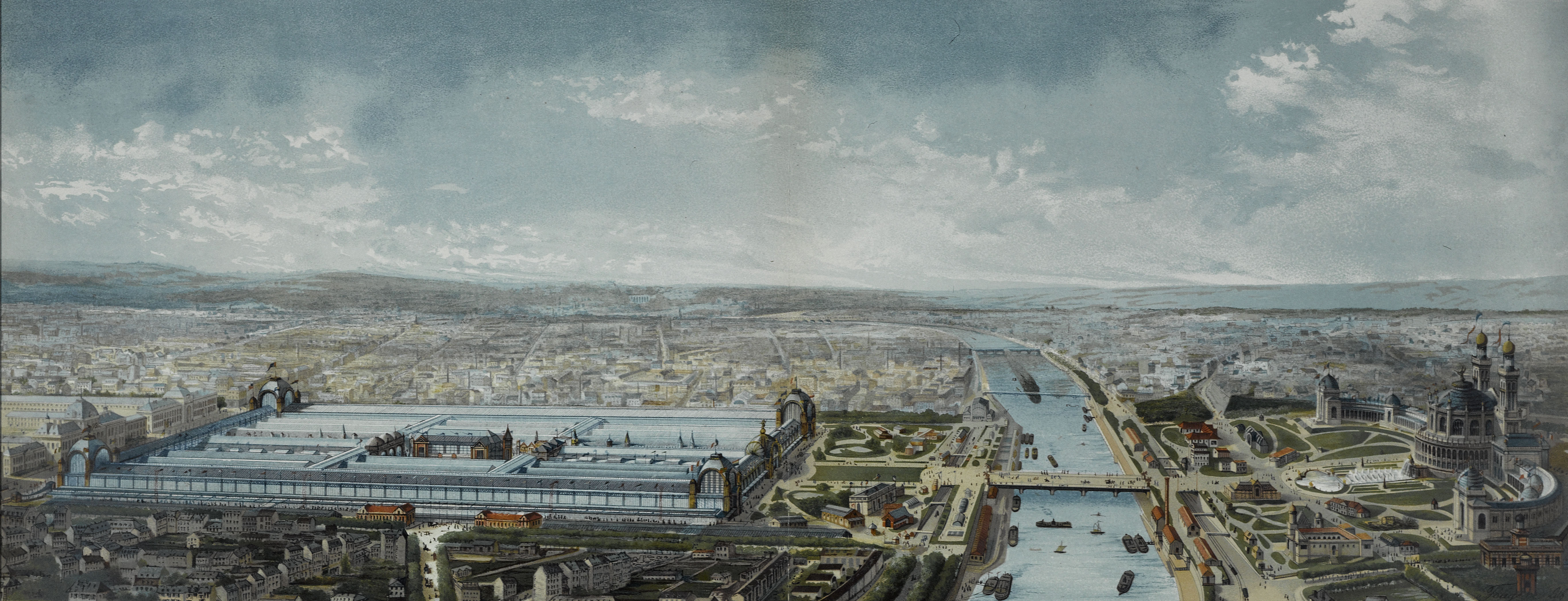
Weltausstellung Paris 1878

Danach begann Reckenzauns Karriere auf dem Gebiet der jungen Elektrotechnik schwerpunktmäßig auf den Gebieten der elektrischen Antriebs- und Akkutechnologien. 1881 war er drei Monate in Paris und vertiefte im Rahmen der elektrischen Ausstellungen im Palais d’Industrie seine Kenntnisse zur E-Technik. Nach seiner Rückkehr arbeitete er als Ingenieur in einer Fabrik zur Herstellung von elektrischen Akkumulatoren und erfand neue Anwendungen zum Elektroantrieb. Er entwickelte und konstruierte elektrische Antriebsanlagen, die nach seinen Ideen und Patenten u. a. in Straßenbahnen und Elektrobooten eingesetzt wurden. Da sich die elektrische Stromerzeugung mit Generatoren und der Aufbau von Stromnetzen in der Pionierphase befand, beschäftigte er sich besonders mit Akkumulatoren als Stromquelle für mobile Anwendungen. 
So wurde 1882 unter Reckenzauns Anleitung die elektrische Anlage des bei Yarrow in London Millwall gebauten Akkubootes Electricity, bestehend aus Akkumulatoren als Stromquelle und zwei E-Motoren zum Propellerantrieb, gebaut. 1883 entwickelte er für die Londoner West Metropolitan Tramways Company eine elektrische Straßenbahn, deren Stromversorgung durch Akkus erfolgte. Der Erfolg wurde durch die Verbreitung in England und den USA schnell sichtbar. Im September 1886 absolvierte das von ihm konzipierte Akkuboot Volta die Hin- und Rückfahrt von Dover nach Calais.

## Sonstiges
Reckenzaun hielt technische Vorträge, war Verfasser von vielen Veröffentlichungen und Mitglied von mehreren englischen und internationalen wissenschaftlich-technischen Vereinen und Gesellschaften.
Besonders bekannt und auch heute noch angeboten wird die Sammlung seiner Arbeiten, die 1892 in London unter dem Titel "Electric traction on railways and tramways" veröffentlicht wurde.